# Aliança Rússia–Síria–Irã–Iraque

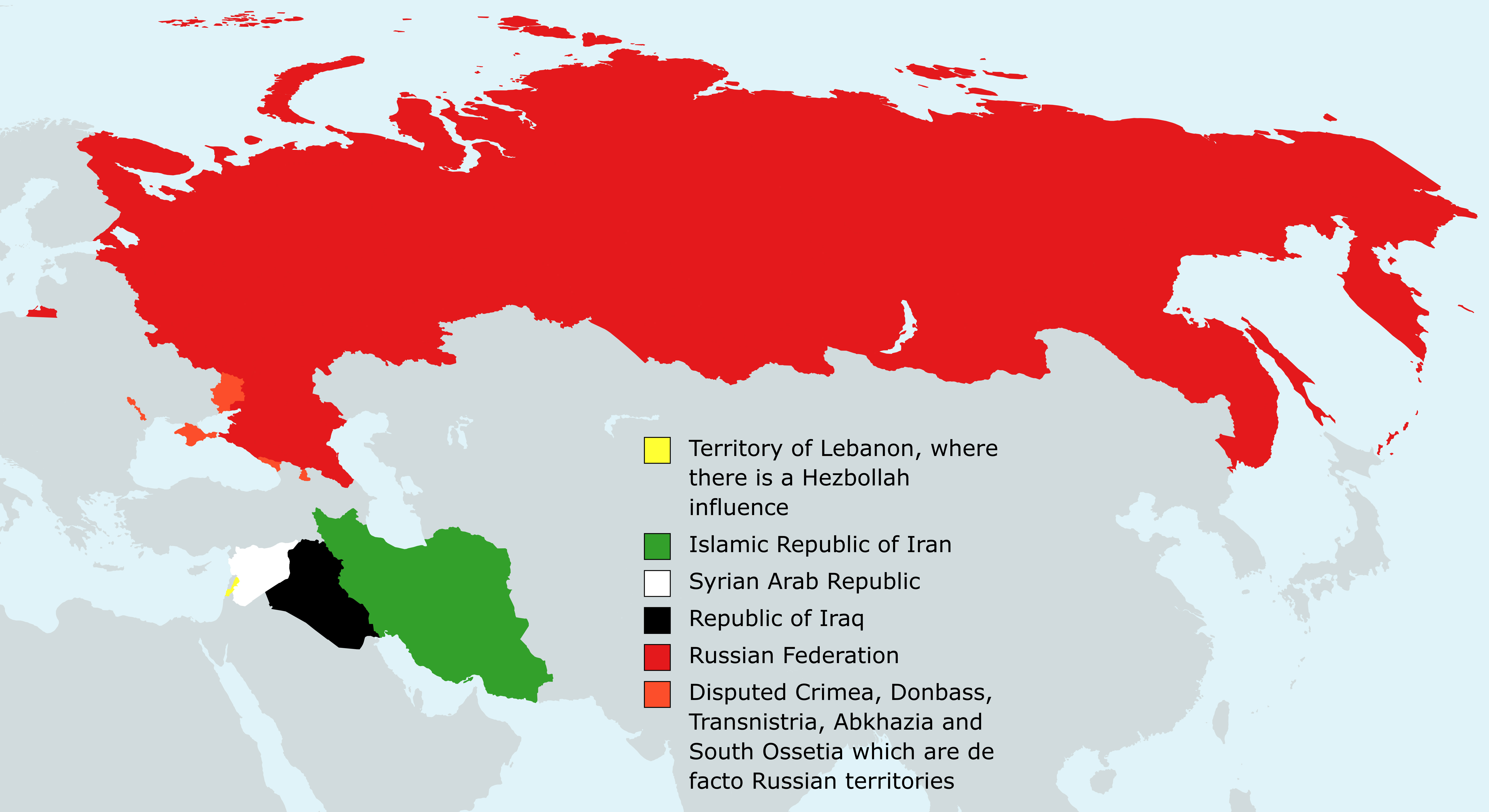
Mapa com os membros da aliança

Aliança Rússia-Síria-Irã-Iraque (ou coalizão Rússia-Síria-Irã-Iraque, ou também chamada 4+1 ou de 3+2 (em que o "mais um" refere-se ao Hezbollah), consiste numa aliança para compartilhamento de inteligência conjunta entre as partes contra o Estado Islâmico com salas de operações em Damasco, na Síria, e na Zona Verde em Bagdá, Iraque. Foi formada em consequência de um acordo alcançado no final de setembro de 2015 entre a Rússia, o Irã, o Iraque e a Síria para "auxiliar e cooperar na coleta de informações sobre o grupo terrorista Daesh"  com vista a combater os avanços do grupo de acordo com o comunicado emitido pelo Comando de Operações Conjuntas do Iraque. O comunicado também citou "a crescente preocupação da Rússia sobre milhares de terroristas russos que cometeram atos criminosos dentro do Estado Islâmico."
Em outubro de 2015, foi sugerido que a coalizão Rússia-Síria-Irã-Iraque poderá ter sido concebida durante a visita por Qasem Soleimani, comandante da Força Quds iraniana, a Moscou, em julho de 2015. Durante os primeiros dias da intervenção russa na Síria, Força Aérea Russa foi apoiada pelas Forças Armadas da Síria, pelo Exército dos Guardiães da Revolução Islâmica e milícias aliadas em solo. Os Estados Unidos, juntamente com os seus aliados ocidentais e árabes, têm criticado essa coalizão; pois segundo eles, a maioria dos ataques aéreos durante a primeira semana da campanha foram em áreas controladas por grupos rebeldes que se opõem tanto ao governo sírio como ao visado Estado Islâmico.